# Ephippias
Ephippias is een geslacht van kreeftachtigen uit de klasse van de Malacostraca (hogere kreeftachtigen).

## Soort
- Ephippias endeavouri Rathbun, 1918